# Liste der Kulturdenkmäler in Sitters
In der Liste der Kulturdenkmäler in Sitters sind alle Kulturdenkmäler der rheinland-pfälzischen Ortsgemeinde Sitters aufgeführt. Grundlage ist die Denkmalliste des Landes Rheinland-Pfalz (Stand: 27. November 2018).

## Denkmalzonen
| Bezeichnung             | Lage                   | Baujahr                 | Beschreibung                                                                 | Bild |
| ----------------------- | ---------------------- | ----------------------- | ---------------------------------------------------------------------------- | ---- |
| Denkmalzone Hauptstraße | Hauptstraße 15–30 Lage | 18. und 19. Jahrhundert | landschaftstype kleinbäuerliche Haus- und Hofformen, 18. und 19. Jahrhundert | BW   |

## Einzeldenkmäler
| Bezeichnung                 | Lage                          | Baujahr                            | Beschreibung                                                                                                 | Bild            |
| --------------------------- | ----------------------------- | ---------------------------------- | --- | --------------- |
| Wohnhaus                    | Kirchenstraße 2 Lage          | 1818                               | Einfirsthaus, bezeichnet 1818                                                                                | BW              |
| Protestantische Pfarrkirche | Kirchenstraße 6 Lage          | 1846–48                            | historisierender Saalbau, 1846–48, Architekt eventuell Ludwig Hagemann, Speyer, Turm 1888; ortsbildprägend   | BW              |
| Grabsteine                  | Kirchenstraße, bei Nr. 6 Lage | zweite Hälfte des 19. Jahrhunderts | auf dem Friedhof: sechs spätgründerzeitliche Grabsteine, Bildhauerwerkstatt Rumpf, Obermoschel               | BW              |
| Wohnhaus                    | Mühlweg 3 Lage                | frühes 18. Jahrhundert             | Wohnhaus mit reichem barockem Fachwerkobergeschoss, wohl aus dem frühen 18. Jahrhundert                      | BW              |
| Dorfmühle                   | Mühlweg 4 Lage                | 1829                               | ehemalige Dorfmühle; eingeschossiger Krüppelwalmdachbau, bezeichnet 1829, Stall und Scheune, 19. Jahrhundert | Fotos hochladen |